# 新孟買
新孟買是属印度馬哈拉施特拉邦的计划城市；位於該邦西部，孟买东部。面積343平方公里，2011年人口1,119,477，是世界上最大的计划都市。1972年起，由馬哈拉施特拉邦政府开始发展。海拔高度10米，受熱帶季風氣候影響，每年平均降雨量2,422毫米。
1960年代後期，土木工程師Adi Kanga和他的一些朋友感嘆他們繁華的孟買城市人口過多。 作為印度的商業之都，它吸引了大量的公民，而現有的基礎設施無法應付這些公民。 因此，朋友們想到了在舊城的七個島嶼對面在大陸上建設新城市新孟買的概念。
馬哈拉施特拉邦政府於1971年將該地區提議為孟買的新城市城鎮。為此，建立了一個新的公共部門企業，即CIDCO。新孟買位於塔那和萊加德兩個地區。

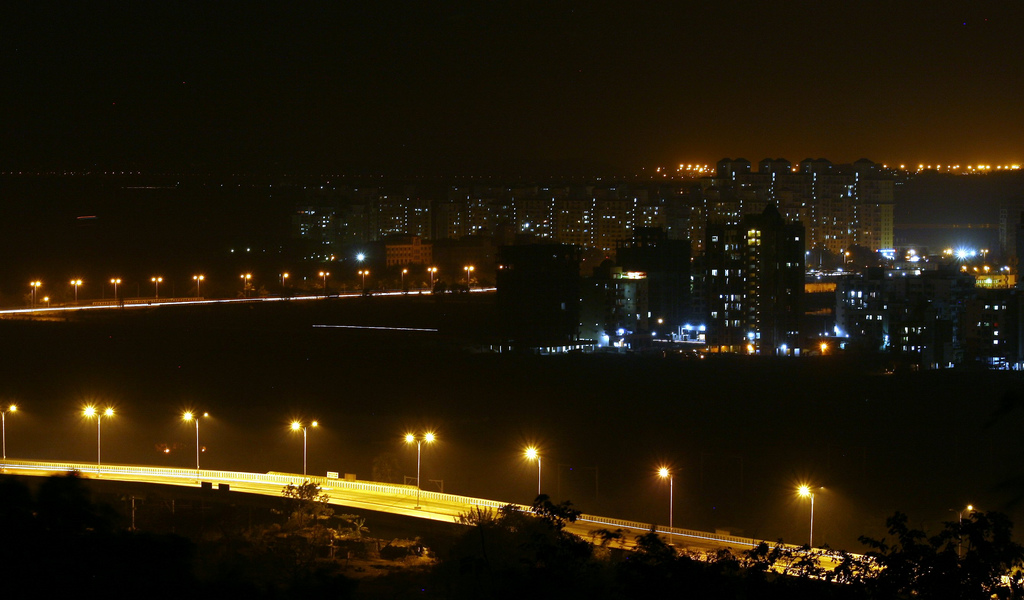

## 名稱
因該市於孟買東南方重新建造，屬計劃城市（planned township）而命名「新孟買」。

## 行政
新孟買的行政管理由新孟買市政機關（NMMC）管轄，市政發展由城市與工業發展團體（CIDCO）負責。
城市與工業發展團體在1972年開始負責新孟買的城市開發與建築。 1991年12月17日，原有的城市與工業發展團體為市政府所取代，惟持續促進與規劃新孟買新城區的發展。新孟買市政機關有一名市政委員和市長為領導人。
今天的新孟買，總共有64個選舉區域，每個選舉區選舉出一名市政議員。新孟買市政機關在負責行政管理的同時，也負責新孟買某些區域的城市發展。

## 人口統計
2011年，新孟買人口有1,119,477。男性為611,501，女性為507,976。男女比例為100：83。
新孟买的移民组成
| 原住地区               | 2010年至今 |
| ---------------------- | ---------- |
| 孟买南区               | 54.6%      |
| 孟买西区               | 15.9%      |
| 孟买东区               | 5.9%       |
| 馬哈拉施特拉邦其他地区 | 7.1%       |
| 其他邦                 | 0.7%       |

## 公用事业
市政机关夸耀新孟买有可靠的电力供应、优越的交通条件，包括大量的立交桥和停车场、宽阔的道路，有充足的公共设施、银行、购物广场、各式商店、大型酒店等均能在新孟买找到，創造了大量的工作岗位，相關的项目投资接近4000亿卢比。但主要问题是新孟买与孟买市之間的连接非常糟糕，仅仅两条大桥与孟买相连。

## 经济
所有馬哈拉施特拉邦的软件公司都在新孟买設立办公室。邦政府打算在新孟买建立一个软件园区以满足日益增长的软件需求。
印度的各大公司亦都在新孟买设立分部，大多集中在千年商业园区（Millennium Business Park）。本市最重要的商业地标是贾瓦哈拉尔·尼赫鲁港。

## 外部阅读
- SAC (Study Addiction Center)-Class for competition Exams & Commerce Classes at Ghansoli [studyaddictioncenter.webs.com]

- 维基导游上有關新孟買的旅行指南
- Navi Mumbai Municipal Corporation （页面存档备份，存于） Accessed 11 October 2012.
- Navi Mumbai Special Economic Zone （页面存档备份，存于）
- CIDCO – City and Industrial Development Corporation （页面存档备份，存于） Accessed 29 June 2013.
- CIDCO > Navi Mumbai Development Plan （页面存档备份，存于） Accessed 29 June 2013.
- Gotsch, Peter 2009: NeoTowns – Prototypes of Corporate Urbanism: Examined on the basis of a new generation of New Towns – by the cases of Bumi Serpong Damai (Jakarta), Navi Mumbai (Mumbai) and Alphaville-Tamboré (São Paulo), Doctoral Dissertation, Cf. Chapter 2: Navi Mumbai – The Parallel City, Karlsruhe (PDF 32MB)  （页面存档备份，存于）